# Ewa Żukowska
Ewa Żukowska (ur. 20 sierpnia 1946 w Łodzi) – polska aktorka filmowa, telewizyjna i teatralna.

## Życiorys
W 1968 roku ukończyła Państwową Wyższą Szkołę Filmową, Telewizyjną i Teatralną im. Leona Schillera w Łodzi. W latach 1968–1983 była aktorką Teatru Narodowego, a od 1983 do 1987 Teatru Studio w Warszawie. Od 1987 roku jest w zespole Teatru Dramatycznego w Warszawie.

### Życie prywatne
Jest córką pary aktorskiej Marii Kozierskiej i Feliksa Żukowskiego.
Była żoną Andrzeja Kopiczyńskiego, z którym ma córkę Katarzynę.

## Wybrana filmografia
- Piekło i niebo jako sekretarka (1966)
- Prawdzie w oczy jako Janka (1970)
- Gniewko, syn rybaka jako Agnieszka (odc. 3–5) (1969–1970)
- Koniec babiego lata jako Marysia Kozłowa (1974)
- Dwoje bliskich obcych ludzi jako Barbara Bobrowska (1974)
- Doktor Judym jako Czerniszowa (1975)
- Indeks jako Maria (1977)
- Znaki szczególne jako Irena (1977)
- Rodzina Połanieckich jako Lineta Castelli (1979)
- Bezpośrednie połączenie jako Halina Wielowiejska (1979)
- Tajemnica Enigmy jako Barbara Różycka (1979-1980)
- Yokohama jako Joan "Lutece" Morcom (1981)
- Krzyk jako kurator Niedźwiecka (1982)
- Idol jako Ilona Iwicka (1984)
- Zad wielkiego wieloryba jako Matka Roberta (1990)
- Pogrzeb kartofla jako Mierzwowa (1990)
- Złotopolscy jako Matylda (1997–2007)
- Kochaj mnie, kochaj! jako Halinka (2006)
- Klub szalonych dziewic jako Barbara Braniecka, matka Pawła (2010)